# Типи мовлення
Ро́зповідь — повідомлення про певні події, що відбуваються в часі. Загальна структура розповіді така: початок, розвиток та кінець події. Розповідь має такі різновиди: повідомлення, оповідання, відповідь, найменування, перелік, оголошення. До розповіді ставлять питання що відбувалося?
Опис — розповідь про властивості, ознаки певного предмета або явища. У ньому подається характеристика людини, предмета, явища природи шляхом перелічування їхніх суттєвих ознак. Найголовніше в описі — надати читачу повне, конкретне або цікаве уявлення про головний об'єкт. Описи бувають: пейзажні, портретні, інтер'єру, явищ, предметів, людини. До опису ставлять питання який?
Ро́здум — висловлювання про причини якостей, ознак, подій. У роздумі обов'язково наявні три частини: теза, докази, висновок. Чисті описи, роздуми, розповіді використовуються рідко. У текстах найчастіше буває таке, що описи входять до змісту розповіді або зв'язані з роздумом, або роздум може доповнювати розповідь. До роздуму ставлять питання чому?